# Elizabeth Yates
Pour les articles homonymes, voir Yates et Oman (homonymie).
Elizabeth Yates, née Oman dans les années 1840 à Caithness et morte le 6 septembre 1918, est une femme politique néo-zélandaise, élue maire d'Onehunga en 1894. 
Elle est la première femme maire dans l'Empire britannique. Elle est précédée aux États-Unis par Susanna M. Salter, maire d'Argonia (Kansas) en 1887.

## Biographie

### Jeunesse
Elizabeth Oman naît dans le comté de Caithness, en Écosse, en 1840, 1842 ou entre 1844 et 1845,. Elle arrive en Nouvelle-Zélande avec sa famille en novembre 1852 à bord du Berwick Castle et vit probablement dans la région d'Onehunga à partir de 1855. Elle épouse Michael Yates, maître marin, en 1875. Il est membre du conseil d'arrondissement de Onehunga, conseiller de 1885 et maire de 1888 à 1892.

### Carrière politique
Yates est déjà engagée en politique de par son fort soutien au mouvement pour le droit de vote des femmes en Nouvelle-Zélande, ainsi que sa participation aux débats du Parlement de l'Union d'Auckland,.  
Plus tôt en 1893, après que son mari a démissionné de son poste en raison de problèmes de santé en 1892, elle accepte la nomination au poste de maire et, en novembre, bat son adversaire, F. W. Court, aux élections (devenant également automatiquement juge de paix) dans un scrutin serré avec seulement 13 voix d'avance. Yates devient maire de Onehunga le 16 janvier 1894, quelques mois après l'obtention du droit de vote par les Néo-Zélandaises.  L'élection lui vaut les félicitations du premier ministre Richard Seddon et de la reine Victoria. 
Elle se heurte toutefois à une forte opposition de la part d'un noyau dur de conseillers locaux, de greffiers municipaux et de membres du public (quatre conseillers et le greffier municipal démissionnent en réponse à son élection). Ils perturbent régulièrement les réunions et organisent une opposition contre elle à chacune de ses propositions. Certaines personnalités critiques notent qu'elle n'aide pas sa propre cause en se montrant « sans tact » et « dictatoriale » dans son fonctionnement municipal. En novembre 1894 ont à nouveau lieu des élections municipales dans la commune. Yates se présente à nouveau mais est assez largement battue aux élections.
Yates revient par la suite en politique pendant deux ans, entre 1899 et 1901, en tant que membre du conseil d'arrondissement. Même ses opposants reconnaissent qu'elle a été très efficace au cours de son court mandat, en liquidant la dette de l'arrondissement, en créant un fonds d'amortissement, en réorganisant les pompiers de la ville, en améliorant les routes, les sentiers et l'assainissement, et en faisant personnellement pression sur le gouvernement pour autoriser la réouverture du cimetière de Waikaraka. 

### Fin de vie
Après la mort de son mari en 1902 et la fin de sa carrière politique, Yates souffre de démence et d'alcoolisme. Elle est internée à l'hôpital psychiatrique d'Auckland à Avondale en 1909, jusqu'à sa mort, le 6 septembre 1918,.
Elle est enterrée avec son mari dans le cimetière de l'église anglicane St Peter à Onehunga.

## Hommages
Le parcours de Yates et de son mari est raconté dans The World's First Lady Mayor, le deuxième film néo-zélandais le plus ancien, tourné par le photographe Enos Pegler en 1900. Il est restauré par Ngā Taonga Sound and Vision.
En 2019, une fresque publique représentant Yates est commandée et installée par la Onehunga Business Association. Située à l'angle de Onehunga Mall Road et de Pearce Street, la fresque murale est réalisée par deux artistes locaux, Bobby MacDonald et Karlee Hirovaana-Nicholls.